# Stagecoach (1939)
Stagecoach (postkoets) is een westernfilm uit 1939 die geregisseerd werd door John Ford. De film is gebaseerd op het verhaal The Stage to Lordsburg van Ernest Haycox. Stagecoach was een trendsettende film die later vele westernfilms heeft geïnspireerd. Ook werd de film voor een deel in Monument Valley opgenomen. Dit zou vanaf toen een geliefd decor worden voor dit genre.
In 1995 werd de film toegevoegd aan het National Film Registry van de Library of Congress.

## Verhaal
Een bonte groep reizigers probeert met een postkoets van Tonto door de woestijn naar Lordsburg te reizen. Onderweg komen ze de nodige gevaren tegen.

## Rolverdeling
| Acteur           | Personage            |
| ---------------- | -------------------- |
| Claire Trevor    | Dallas               |
| John Wayne       | The Ringo Kid        |
| Andy Devine      | Buck                 |
| John Carradine   | Hatfield             |
| Thomas Mitchell  | Doc Boone            |
| Louise Platt     | Lucy Mallory         |
| George Bancroft  | Marshal Curly Wilcox |
| Donald Meek      | Samuel Peacock       |
| Berton Churchill | Henry Gatewood       |
| Tim Holt         | Lieutenant Blanchard |
| Tom Tyler        | Luke Plummer         |

## Trivia
- Stagecoach kreeg Oscarnominaties o.a. voor beste film en beste regisseur, maar won uiteindelijk slechts de prijzen voor beste mannelijke bijrol en voor de filmmuziek (de Nederlander Richard Hageman en drie andere componisten).
- Van de film is later een ingekleurde versie verschenen.
- Van de film is twee keer een nieuwe versie gemaakt, in 1966 en een televisiebewerking in 1986.

## Galerij

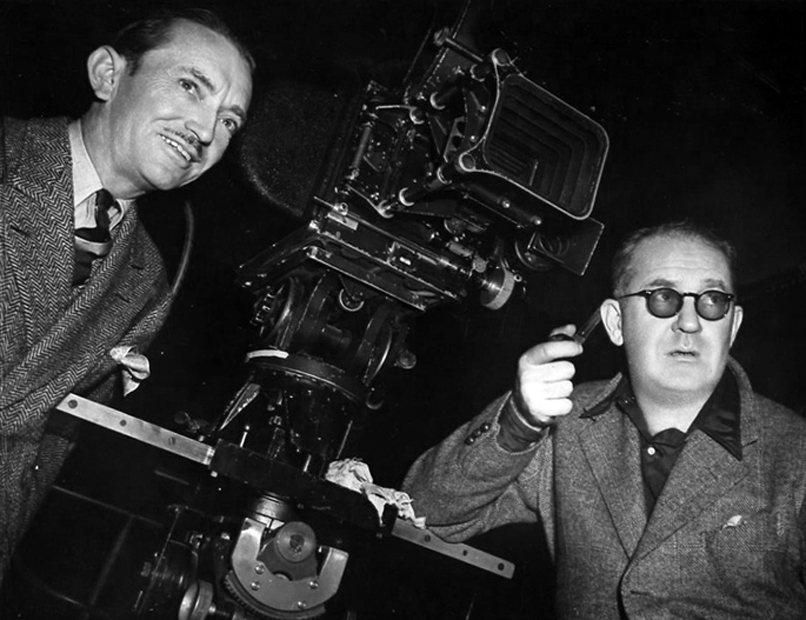
Bert Glennon en John Ford tijdens de opnames
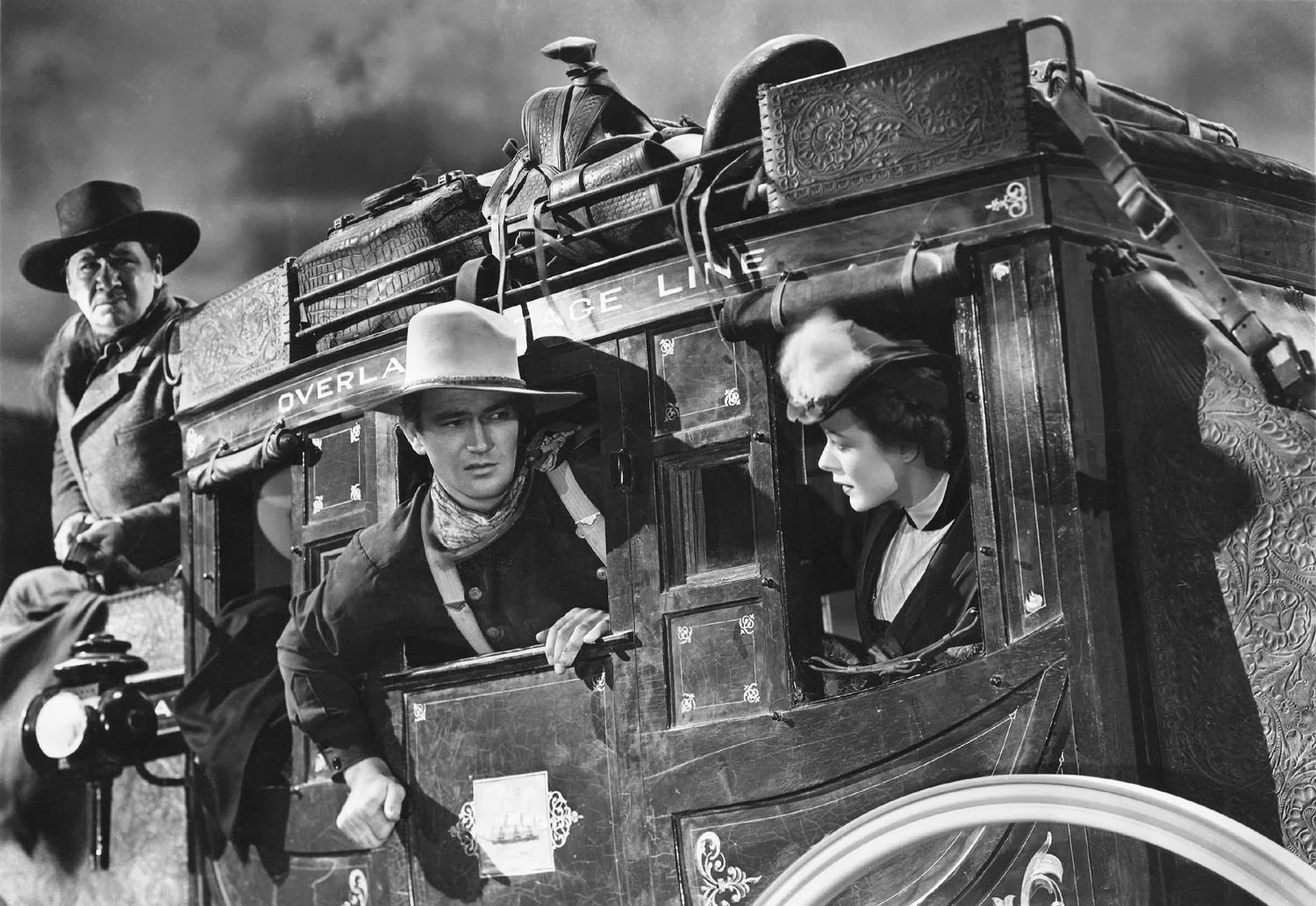
Scène uit de film met in het midden John Wayne